# Four Corners (Oregon, Marion megye)
Four Corners az Amerikai Egyesült Államok északnyugati részén, Oregon állam Marion megyéjében elhelyezkedő statisztikai település, a salemi statisztikai körzet része. A 2020. évi népszámlálási adatok alapján 16 740 lakosa van.

## Éghajlat
A település éghajlata mediterrán (a Köppen-skála szerint Csb).

## Népesség
A település népességének változása:
| Lakosok száma | 13 922 | 15 947 | 16 740 |
|               | 2000   | 2010   | 2020   |

## Fordítás
- Ez a szócikk részben vagy egészben  a   Four Corners, Oregon című angol Wikipédia-szócikk ezen változatának fordításán alapul.  Az eredeti cikk szerkesztőit annak laptörténete sorolja fel. Ez a jelzés csupán a megfogalmazás eredetét és a szerzői jogokat jelzi, nem szolgál a cikkben szereplő információk forrásmegjelöléseként.